# Hannah Fry
Hannah Fry, född 21 februari 1984 i Harlow men uppvuxen i Ware i Hertfordshire, är en brittisk matematiker, författare och programledare. Hon är verksam vid University College London och hennes forskning är inriktad mot mönster i mänskligt beteende, till exempel relationer eller brottslighet, och hur matematiska beskrivningar kan appliceras på dem.
Fry har presenterat ett flertal dokumentärer producerade av BBC, bland andra City in the Sky, The Joy of Data (svensk titel: Siffrornas fantastiska värld) och Contagion: The BBC Four Pandemic. Hon höll 2019 års Royal Institution Christmas Lectures och blev därmed den tredje matematikern att göra det sedan föreläsningarna inleddes 1825. Hon har också gästat Youtubekanalen Numberphile vid ett flertal tillfällen.
Fry disputerade 2011 vid University College London på en avhandling i fluidmekanik.